# 霸王槍

《霸王槍》，天地圖書出版社版本，1997年出版

《霸王槍》為古龍晚期小說，為《七種武器》之五，列為1974年10月至1975年3月南琪《武林七靈》之五。但部分出版社將其列為第四，而原本第四的《多情環》列為第五。另外本書有外傳《拳頭》（又名《憤怒的小馬》）。

## 內容簡介
古龍在書末說：「一個人只要有勇氣去冒險，天下就絕沒有不能解決的事。」
霸王槍，江湖上獨一無二的桿槍。青龍會設計暗害了霸王槍的主人王萬武，嫁禍給百里長青。王萬武的女兒王大小姐倚仗著家傳霸王槍，遊走江湖，尋遍使槍高手，以找到殺害其父的仇人。
命運安排了立場各異的丁喜和鄧定候相逢，為了揭開一個秘密，他們一同上路。彼此之間擁有相當默契，相處甚好。臨近結局，二人帶著霸王槍的勇氣同時面對敵人。
劇情時序於孔雀翎之後。

## 主要人物
- 丁喜：一名強盜，人稱「聰明的丁喜」，是因為他的智慧，使他面臨一切危難都遊刃有餘。又稱「討人喜歡的丁喜」，是因為他的笑容，那種如沐春風的笑。是百里長青的私生子，喜歡王盛蘭。
- 王盛蘭：霸王槍王大小姐，王萬武的女兒，喜歡丁喜。
- 鄧定候：「開花五犬旗」聯營鏢局之一、鎮遠鏢局的主人。人稱「神拳小諸葛」，是因為他的少林神拳已練到八九分火候，據說，他的武功已不在少林本寺的四大長老之下。
- 伍先生：在本書最後一章登場，真正青龍會五月十三分舵頭領，霸王槍王萬武的多年老友，設計殺死王萬武。

## 次要人物
- 百里長青：「開花五犬旗」聯營鏢局之一、長青鏢局的主人。人稱「遼東大俠」。五月十三的其中一名嫌疑。
- 馬真：同是一名強盜，人稱「憤怒的小馬」，性格衝動，喜以拳頭解決問題。另在《拳頭》一書中擔任主角。
- 杜若琳：王盛蘭的朋友，姐妹。
- 歸東景：「開花五犬旗」聯營鏢局之一、振威鏢局的主人，外號「福星高照」。五月十三的其中一名嫌疑。
- 姜新：「開花五犬旗」聯營鏢局之一、威群鏢局的主人，人稱「玉豹」，體質多病，難以管事。
- 西門勝：「開花五犬旗」聯營鏢局之一、振武鏢局的總鏢頭、人稱「乾坤筆」。

## 小說目錄
1. 落日照大旗
2. 拳頭對拳頭
3. 餓虎崗
4. 王大小姐
5. 奇變
6. 六封信的秘密
7. 這一條路
8. 天才兇手
9. 百里長青
10. 解不開的結
11. 魔索
12. 斷塔斷魂
13. 魂飛天外

## 影視作品
- 1985年：《武林世家》（香港無綫電視，張國榮飾方浩天）